# Období Nara
Období Nara (japonsky 奈良時代, Nara-džidai) je označení pro historické období Japonska, které spadá do období Japonska 710 až 794 n. l. Předcházelo mu období Jamato. Na začátku tohoto období císařovna Gemmei přesunula hlavní město z Fudžiwary do Heidžó-kjó (dnešní Nara). Tento přesun znamená začátek období Nara, které můžeme charakterizovat postupným vyzráváním společenského zřízení ricurjó inspirované Číňany a aktivním přijímáním ostatních výdobytků čínské kultury a technologií. Kromě 5 let (740–745), kdy se město krátce přesunulo, zůstalo hlavním městem japonské civilizace dokud císař Kammu v roce 784 nezvolil nové hlavní město, Nagaoka-kjó. O deset let později došlo k dalšímu přesunu do Heian-kjó (dnešní Kjóto). Tímto přesunem začala další část japonských dějin, období Heian.

## Politické dějiny

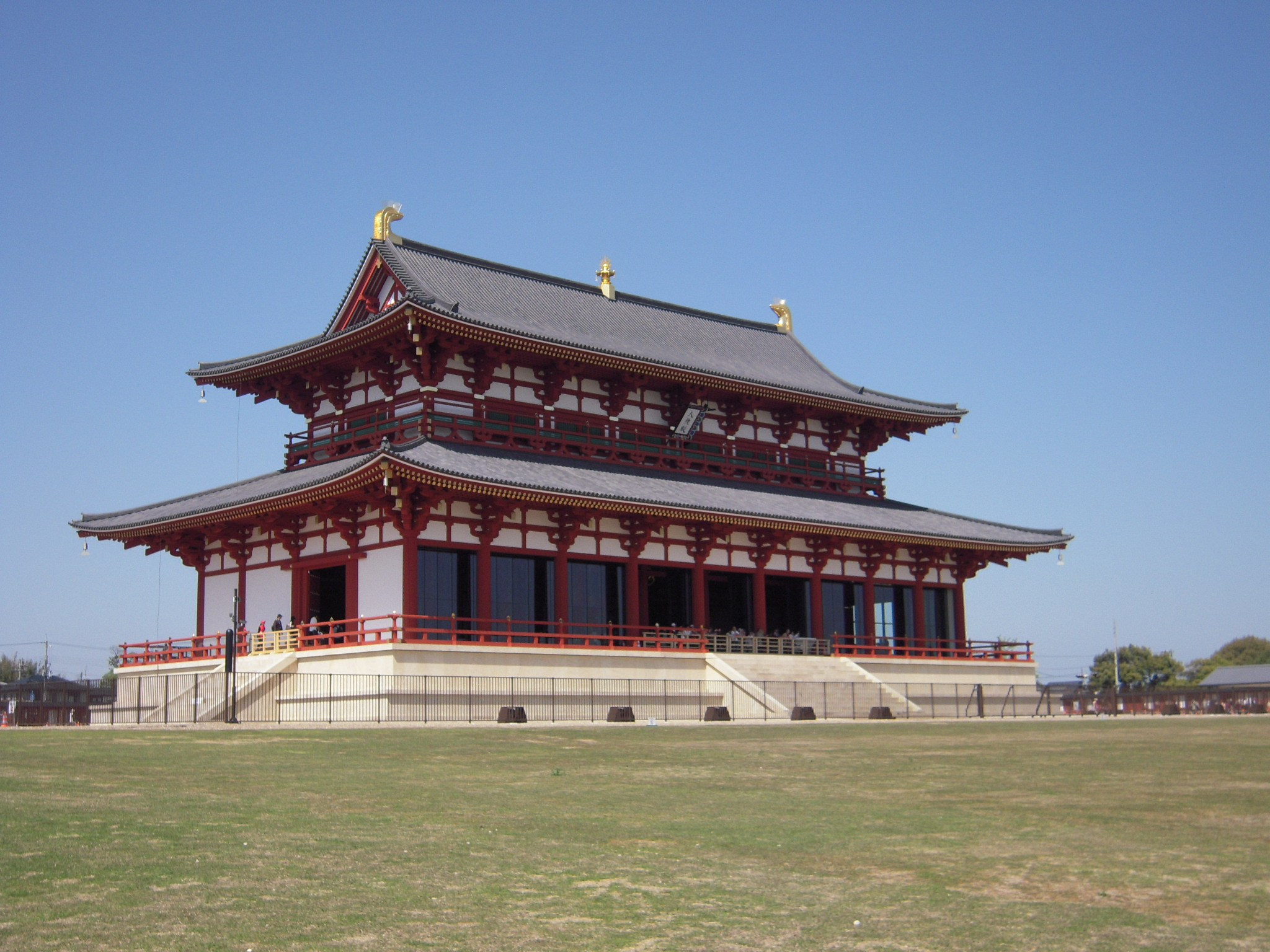
Palác Heidžó ve městě Nara

Před koncem období Jamato byl vydán v roce 702 zákoník Taihó, který obsahoval podstatu centralizované vlády v Japonsku. Bylo zvoleno první trvalé hlavní město, v letech 694–710 to byla Fudžiwara a od roku 710 až do konce období Nara to bylo Heidžó-kjó (dnešní Nara). V čele státu stál vládce nazývaný tennó, který měl veškerou autoritu a moc ve státě. Ve skutečnosti však zůstával panovník stále pod vlivem svého dvoru, což vedlo k častým změnám osob na panovnickém trůně. V roce 770 se pokusil po smrti císařovny Šótoku získat trůn vysoký příslušník buddhistického mnišstva, mnich Dókjó. Byl však vyhnán a od té doby se nesměla žádná žena dostat na panovnické místo.
V čele vlády byla Státní rada (Dadžókan) a na císařovy kněžské povinnosti dohlížela Rada pro záležitosti kultu. Došlo k rozdělení země na 66 provincií, které spravovali vládou jmenovaní guvernéři. Všechna rýžová pole patřila císaři, který ji na základě evidence obyvatel a opakovaných revizí katastru pronajímal za naturální daň rolníkům. Část půdy však stále zůstávala v osobním vlastnictví starých rodů a tak systém rodů udži z předchozího období skrytě přetrval, což se projevilo v dalším období při vzestupu moci rodu Fudžiwarů a později rodu Minamota a Taira.
V hospodářském styku stále převládala naturální směna i když v roce 708 byly vydány první měděné mince.

## Náboženství

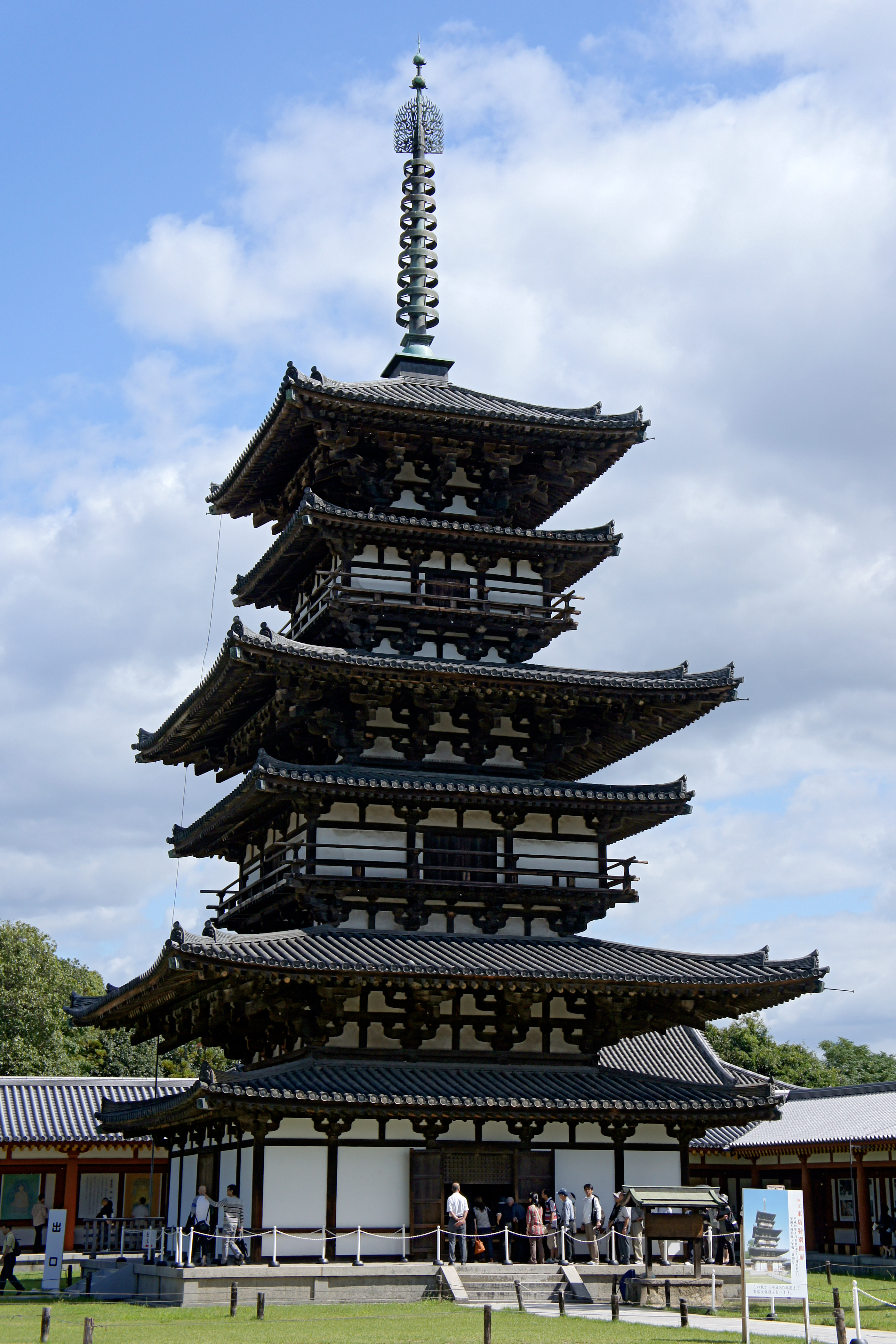
Východní pagoda (東塔, Tótó) v Jakušidži z roku 730

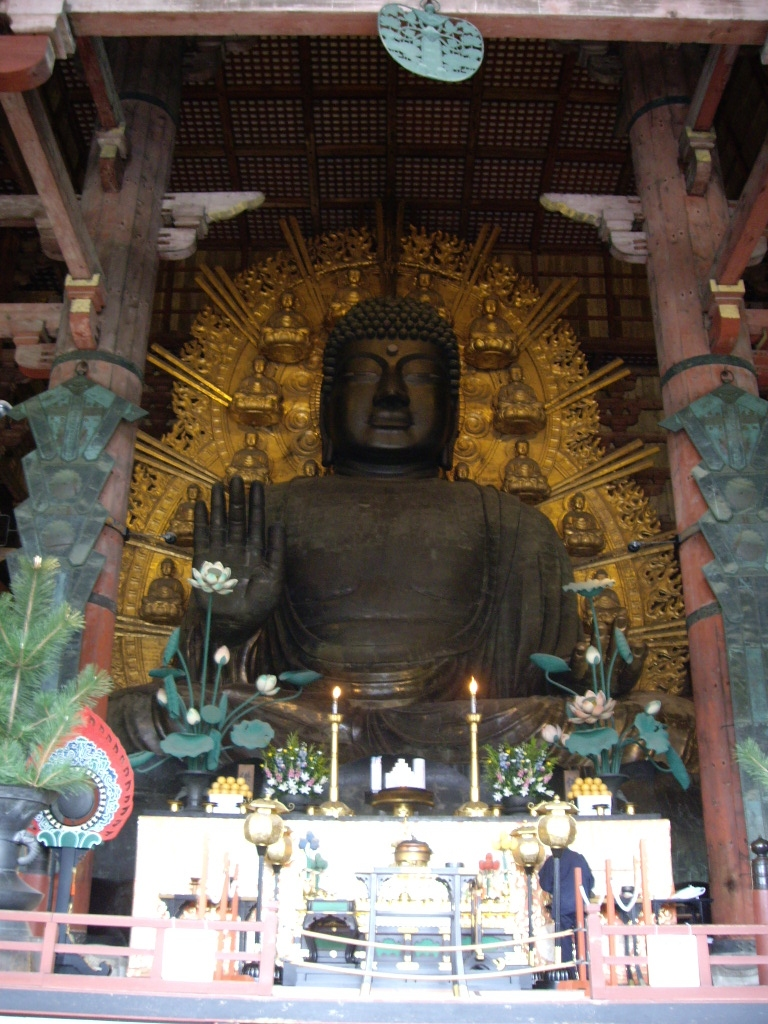
14,98 m vysoká socha Buddhy Vairóčany v klášteře Tódaidži. Socha byla několikrát znovu odlita (z různých důvodů včetně poškození zemětřesením).

Buddhismus, který se na Japonské ostrovy dostal v 6. století n. l., dosáhl oficiálního uznání jako státní náboženství a za vlády císaře Šómu (724–749) došlo k jeho rozmachu. Císař Šómu nechal vystavět mnoho buddhistických chrámů a Buddhových soch a v roce 741 nařídil zařídit v každé provincii mužský a ženský klášter. V roce 752 nechal vztyčit v klášteře Tódaidži sochu Buddhy Vairóčany, která dnes patří k největším bronzovým sochám na světě.
I když většina obyvatel Japonska přijala po vzoru císaře buddhismus za svůj, nepřestávali praktikovat své předešlé náboženství, které dnes označujeme jako šintoismus. To je až do dnešních dnů pro Japonsko typické; většina lidí se hlásí k buddhismu a šintoismu zároveň.
Rozšíření buddhismu mělo vliv na ústup pohřbívání do hrobek a na rozšíření pohřbívání žehem.
Největší vliv mělo v této době tzv. „Šest narských škol“: Džódžicu (成実宗, Džódžicušú), Hossó (法相宗, Hossóšú), Kegon (華厳宗, Kegonšú), Kuša (倶舎宗, Kušašú), Ricu (律宗, Riššú) a Sanron (三論宗, Sanronšú). Buddhistický směr Ricu přinesl do Japonska v roce 754 slepý mnich Čchien-čchen (japonsky Gandžin).
Velkorysými dary vzrostla moc buddhistických klášterů natolik, že si vydržovaly vlastní vojska a začaly soupeřit s císařským dvorem. Také z tohoto důvodu císař Kammu přeložil hlavní město roku 784 do Nagaoka-kjó a o 10 let později 11. listopadu 794 do Heian-kjó.

## Kultura
Na začátku období Nara došlo k sestavení prvních japonských historických kronik nazvaných Záznamy starých věcí (Kodžiki z roku 712) a Nihon šoki v roce 720. Obě kroniky jsou psány v čínštině, protože japonský dvůr převzal z Číny tisíce čínských znaků a slov.
V roce 760 však vznikla sbírka více než 4500 japonských básní nazvaná Manjóšú, která byla zapsána tzv. manjóganou, tedy kombinací čínských znaků ve fonetickém a sémantickém použití. Japonci se tak snažili upravit přejaté čínské znaky svému jazyku. Básně jsou psány formou tanka.
Další z děl jsou Záznamy z provincií (Fudoki), které obsahují geografii, legendy a informace politických institucích v jednotlivých částech země.

## Císaři období Nara[2]
- Gemmei (707–715) – císařovna
- Genšó (715–724) – císařovna
- Šómu (724–749)
- Kóken (749–758) – císařovna
- Džunnin (758–764)
- Šótoku (764–770) – císařovna
- Kónin (770–781)
- Kammu (781–806)